# Sjónvarp Føroya
Sjónvarp Føroya (SvF) är Färöarnas första och enda TV-kanal. Kanalen grundades under 1960-talet.

## Historia
Sjónvarp Føroyas historia går tillbaka till 1960-talet. År 1969 bestämde det färöiska parlamentet Løgtinget att introducera en mast för att sända television mellan de olika öarna. Det var först 1981 Sjónvarp Føroya grundades. En gammal affär i huvudstaden Tórshavn byggdes om till studio. År 1983 stod allting klart och det första tv-programmet kunde sändas den 1 april 1984. De reguljära sändningarna hos SvF började den 1 september samma år.
Under våren 1985 började de tidigare frilansarna på den färöiska televisionen alltmer tas över av den färöiska riksdagen. Sedan 1990 köptes nya byggnader i närområdet in för att utveckla tv-kanalen.
Efter de färöiska lagarna har SvF som mål att sända en tredjedel av sina program på det officiella språket färöiska. De andra programmen är ofta tagna från Danmarks Radio och de flesta filmer har fortfarande danska texter. År 2003 var så få som 27% av programmen på färöiska.
Sedan den 1 januari 2005 ingår Sjónvarp Føroya i mediakoncernen Kringvarp Føroya.